# Psi Crateris
Psi Crateris ( ψ Crateris, förkortat Psi Crt,  ψ Crt)  som är stjärnans Bayerbeteckning, är en dubbelstjärna belägen i den sydvästra delen av stjärnbilden Bägaren. Den har en kombinerad skenbar magnitud på 6,13 och är svagt synlig för blotta ögat där ljusföroreningar ej förekommer. Baserat på parallaxmätning inom Hipparcosuppdraget på ca 6,5 mas, beräknas den befinna sig på ett avstånd på ca 500 ljusår (ca 150 parsek) från solen.

## Egenskaper
Primärstjärnan Psi Crateris A är en blå till vit stjärna i huvudserien av spektralklass A0 V. Den utsänder från dess fotosfär ca 75 gånger mera energi än solen vid en effektiv temperatur på ca 9 200 K. Den var sedd som en möjlig A Bootis-stjärna, men detta avvisades senare när spektret visat sig vara normalt. Eventuella särdrag kan istället ha varit ett resultat av överlappande spektra hos de två stjärnorna.
Följeslagaren Psi Crateris B har en skenbar magnitud på 8,34 och spektralklass av A3. Stjärnorna har en omloppsperiod på ca 366 år med en excentricitet på 0,43.